# فوریه ۲۰۱۱
فوریه ۲۰۱۱، یکی از ماه‌های ۲۰۱۱ (میلادی) است.
آغاز آن روز سه‌شنبه، برابر با ۱۲ بهمن ۱۳۸۹ خورشیدی.

## رویدادها
- درگاه: وقایع کنونی/وقایع ۱ فوریه ۲۰۱۱
- درگاه: وقایع کنونی/وقایع ۲ فوریه ۲۰۱۱
- درگاه: وقایع کنونی/وقایع ۳ فوریه ۲۰۱۱
- درگاه: وقایع کنونی/وقایع ۴ فوریه ۲۰۱۱
- درگاه: وقایع کنونی/وقایع ۵ فوریه ۲۰۱۱
- درگاه: وقایع کنونی/وقایع ۶ فوریه ۲۰۱۱
- درگاه: وقایع کنونی/وقایع ۷ فوریه ۲۰۱۱
- درگاه: وقایع کنونی/وقایع ۸ فوریه ۲۰۱۱
- درگاه: وقایع کنونی/وقایع ۹ فوریه ۲۰۱۱
- درگاه: وقایع کنونی/وقایع ۱۰ فوریه ۲۰۱۱
- درگاه: وقایع کنونی/وقایع ۱۱ فوریه ۲۰۱۱
- درگاه: وقایع کنونی/وقایع ۱۲ فوریه ۲۰۱۱
- درگاه: وقایع کنونی/وقایع ۱۳ فوریه ۲۰۱۱
- درگاه: وقایع کنونی/وقایع ۱۴ فوریه ۲۰۱۱
- درگاه: وقایع کنونی/وقایع ۱۵ فوریه ۲۰۱۱
- درگاه: وقایع کنونی/وقایع ۱۶ فوریه ۲۰۱۱
- درگاه: وقایع کنونی/وقایع ۱۷ فوریه ۲۰۱۱
- درگاه: وقایع کنونی/وقایع ۱۸ فوریه ۲۰۱۱
- درگاه: وقایع کنونی/وقایع  ۱۹ فوریه ۲۰۱۱
- درگاه: وقایع کنونی/وقایع ۲۰ فوریه ۲۰۱۱
- درگاه: وقایع کنونی/وقایع ۲۱ فوریه ۲۰۱۱
- درگاه: وقایع کنونی/وقایع ۲۲ فوریه ۲۰۱۱
- درگاه: وقایع کنونی/وقایع ۲۳ فوریه ۲۰۱۱
- درگاه: وقایع کنونی/وقایع ۲۴ فوریه ۲۰۱۱
- درگاه: وقایع کنونی/وقایع ۲۵ فوریه ۲۰۱۱
- درگاه: وقایع کنونی/وقایع ۲۶ فوریه ۲۰۱۱
- درگاه: وقایع کنونی/وقایع ۲۷ فوریه ۲۰۱۱
- درگاه: وقایع کنونی/وقایع ۲۸ فوریه ۲۰۱۱